# 소비자 신뢰지수
소비자 신뢰지수(consumer confidence 또는 consumer confidence index)는 전체 경제상황과 개인적 재무 상황에 대해 소비자가 낙관적으로 느끼는 정도를 측정하기 위한 경제 지표이다. 신뢰지수가 높은 사람이 경제 안정과 그들의 소득에 대해 어떻게 느끼는 지는 지출활동 등 경제적 의사결정에 영향을 끼친다. 따라서 소비자 신뢰지수는 전반적인 경제의 중요한 지표 중 하나로서 역할을 수행한다.
원칙상으로, 소비자 신뢰지수가 높을 경우 소비자들은 더욱 더 많이 구매하게 된다. 반면에, 신뢰지수가 낮을 경우 소비자들은 더 저축하고 적게 소비한다. 소비자 신뢰지수의 월별 경향은 소비자들이 현재 경제 상황과 그들의 개인적 재무 상황에 대한 인식에 따라서 좋은 일자리를 얻을 수 있는 능력에 대한 전망을 제시한다.
소비자 신뢰지수는 일반적으로 경제가 확장될수록 증가하며, 경제가 수축할수록 감소한다. 그러나 반드시 그러한 것은 아니며, 그 이유는 소비자들이 경제 상황에 대한 완전한 정보를 얻을 수 없기 때문이다. 미국에서는 소비자 신뢰지수가 주식 시장 성과의 후행지수이다.

## 같이 보기
- 경제 지표